# أنامر نتولي (آيت اوليلي)
أنامر نتولي هو دُوَّار يقع بجماعة تيزغران، إقليم تيزنيت، جهة سوس ماسة في المملكة المغربية. ينتمي الدوّار لمشيخة آيت اوليلي التي تضم 43 دوار. يقدر عدد سكانه بـ 97 نسمة حسب الإحصاء الرسمي للسكان والسكنى لسنة 2004.

## روابط خارجية
- البوابة الوطنية للجماعات الترابية
- المندوبية السامية للتخطيط